# Cornel Marin
Pour les articles homonymes, voir Marin.
Cornel Marin (né le 19 janvier 1953) est un escrimeur roumain. Il a participé aux Jeux olympiques d'été de 1976, aux Jeux olympiques d'été de 1980 et aux Jeux olympiques d'été de 1984. Lors des Jeux olympiques de 1976 et de 1984, il a remporté la médaille de bronze dans l'épreuve du sabre par équipe.

## Palmarès
- Jeux olympiques
  -  Médaille de bronze par équipe aux Jeux olympiques de 1976 à Montréal
  -  Médaille de bronze par équipe Jeux olympiques de 1984 à Los Angeles
- Universiades
  -  Médaille d'or en individuel à l'Universiade d'été de 1977 à Sofia
  -  Médaille d'or par équipe à l'Universiade d'été de 1977 à Sofia
  -  Médaille de bronze par équipe à l'Universiade d'été de 1981 à Bucarest
- Championnats du monde
  -  Médaille d'argent par équipe aux Championnats du monde de 1977 à Buenos Aires
  -  Médaille d'argent par équipe aux Championnats du monde de 1974 à Grenoble
  -  Médaille de bronze par équipe aux Championnats du monde de 1975 à Budapest
- Championnats de Roumanie
  -  Médaille d'or en individuel aux Championnats de Roumanie de 1976
  -  Médaille d'or en individuel aux Championnats de Roumanie de 1983
  -  Médaille d'or en individuel aux Championnats de Roumanie de 1985